# François Perroux
François Perroux est un économiste français né le 19 décembre 1903 à Lyon (Rhône) et mort le 2 juin 1987 à Stains (Seine-Saint-Denis).
Nourri de la pensée des plus grands économistes étrangers, comme von Mises, Marx, Schumpeter, Antonelli ou Keynes dont il a contribué à diffuser les pensées en France, François Perroux a eu le souci constant de construire à travers ses cours, ses articles, ses ouvrages, une «  économie d'intention scientifique », rigoureuse. Présenté comme un théoricien majeur du courant hétérodoxe, il a forgé des concepts comme l'effet de domination, les espaces économiques, les pôles de développement, les asymétries, les industries motrices, la création collective, les coûts de l'homme, etc. qui trouvent écho aujourd'hui dans tous les champs de l'économie politique et en gestion.
Il fonde, en janvier 1944, l’Institut de Science Économique Appliquée (ISÉA), rebaptisé, en 1975, Institut de Sciences Mathématiques et Économiques Appliquées (ISMÉA).
En 2007, les archives ont été déposées par l'Institut auprès de l'IMEC, où elles ont été répertoriées et classées et où elles sont consultables. Tandis que ses "héritiers" : Raymond Barre, Gérard Destanne de Bernis et Jean-Yves Haberer ont constitué un fonds, peu après sa disparition, auprès de la Fondation de France pour rééditer son œuvre. Enfin, 191 documents sont disponibles en consultation à la BnF Il avait épousé Eveline Coste (1908-1965).

## Biographie

### De la naissance à 1934
Né en 1903 dans une famille catholique de négociants lyonnais. Il effectue ses études secondaires chez les Pères maristes, à Lyon. Puis, il fait ses études universitaires à la faculté de Droit de Lyon. Diplômé d'études supérieures ès lettres, en 1924, il soutient son doctorat de droit : Le problème du profit, sous la direction de René Gonnard (1874-1966). L'ouvrage comprend un grand nombre de références autrichiennes, allemandes, et italiennes, nourries par d'importantes correspondances. En 1928, il est reçu major de l’agrégation et nommé agrégé à la faculté de Droit de Lyon.
Grâce à sa connaissance des écrits allemands et autrichiens, il est chargé par l'Association de politique sociale, de la contribution française à l'enquête internationale sur les traitements des fonctionnaires, entreprise en 1932, qui débouche sur son ouvrage, très juridique, publié en 1933 : Les traitements des fonctionnaires en France. Préfacé par le doyen de la faculté de Droit de Paris, M. Edgard Allix, ce travail laisse entrevoir les perspectives parisiennes qui lui seront ouvertes peu après.

### Boursier Rockfeller à Vienne, Berlin et Rome
Peu après, en 1934, il obtient une bourse de Rockefeller Fellow pour l'Autriche, l'Europe danubienne, l'Allemagne et l'Italie, qui lui permet de se rendre à Vienne, à Berlin et à Rome. Dans la capitale autrichienne il rencontre Ludwig von Mises, dont il suit les séminaires et dont il écrit la préface à l'édition française en 1935. Plusieurs autres célèbres viennois avaient déjà migré à l'étranger, à l'instar de Friedrich von Hayek, Gottfried von Haberler et Fritz Machlup. Le jeune économiste lyonnais rencontre, lors de ces séminaires, l'economiste Oscar Morgenstern. Et il assiste à des cours de Sigmund Freud. La pensée autrichienne le marque durablement ; et il opte, d’abord, en faveur de la notion d’équilibre d’interdépendance général, telle que l’école viennoise le construisait, c’est-à-dire en opposition à l’école de Lausanne (Léon Walras). En Allemagne, il rencontre Werner Sombart de l'École historique allemande. La confusion dramatique inhérente à la IIIe République le fait s'intéresser aux travaux de Carl Schmitt, qu'il rencontre et qui devint son ami, sur les fondements philosophiques de la politique.  Joseph Aloïs Schumpeter qui enseignait à l'Université de Bonn jusqu'en 1932, et que François Perroux ne rencontre qu'en 1948 Perroux, à cette époque, aura pris ses distances vis-à-vis de l'œuvre de Schumpeter, qui décède deux ans plus tard, en 1950,pour différentes raisons. Les plus explicites sont, la théorie de l'impérialisme de Schumpeter, développée dans son ouvrage de 1919 : Impérialisme et classes sociales, et l'absence de réflexion sur la valeur, chez l'économiste autrichien émigré. Mais, par ailleurs, le caractère privilégié de la théorie de l'équilibre générale, chez Schumpeter marque la rupture de Perroux sur les principaux points de son œuvre, y compris le capitalisme, socialisme et la démocratie, était alors déjà définitivement installé à Harvard.
Parallèlement, à l'ouvrage de Mises, il introduit la traduction française de la Theorie der wirtschaftlichen Entwicklung (Théorie de l'évolution économique),, de Schumpeter, en 1935 également. Simultanément, il donne des conférences auprès de la toute nouvelle Université prolétarienne de Villeurbanne. Perroux reste, en effet, toujours sensible et profondément préoccupé de la nécessité d'offrir une véritable place au monde ouvrier. Daniel Dufourt détaille minutieusement comment la critique du marginalisme autrichien, par Perroux, à cette époque, démontre les caractères antinomiques du calcul économique et de la décision politique, et, par ailleurs, la supériorité de la théorie marginaliste autrichienne sur celle de la théorie de l'équilibre général. S'appuyant sur ses connaissances de l'Allemagne, il écrit un ouvrage assez décisif sur l'Allemagne nazie : Des mythes hitlériens à l'Europe allemande, qui figure, sous l'Occupation, dans la liste Otto.

### Retour à Lyon
À l'échéance de sa bourse Rockfeller, de retour à Lyon, il est élu représentant des sciences économiques au Conseil supérieur de la recherche scientifique (CSRS), créé le 7 avril 1933, qui se réunit pour la première fois au printemps 1934. Puis, quelques années plus tard, il quitte la chaire de Législation et d'économie industrielle et rurale, qu'il occupe à la Faculté de droit de Lyon depuis 1934, et est nommé à la Faculté de droit de Paris, le 1er avril 1937. Il y occupe bientôt la chaire d'Économie rurale. C'est au tournant de ces années qu'il écrit trois ouvrages décisifs constituant sa vision d'une utopie réaliste : Capitalisme et communauté de travail, Syndicalisme et capitalisme, et L'artisanat dans le capitalisme moderne, tous trois édités en 1938,,. Il y fonde, dans la lignée d'Esprit, sa conception de la Révolution nationale, nécessaire à ses yeux au regard du délabrement politique et social de la France. Simultanément, il adhère en 1936 à la Société d'économétrie, fondée en 1930 par Ragnar Frisch, et plusieurs autres universitaires et mathématiciens aux États-Unis.

### La guerre de 1940 et l'occupation

#### Perroux et l'école d'Uriage
Mobilisé comme officier lieutenant dans le 14e régiment de zouaves, il y obtient la croix de Guerre. Après l'humiliation de l'Armistice du 22 juin 1940, les fonctionnaires sont démobilisés et investis de la mission de permettre le fonctionnement du Gouvernement institué. Ils sont invités à se conformer aux règlements des autorités militaires allemandes. François Perroux est affecté comme adjoint au Secrétaire Général de la Famille et de la Jeunesse, d'août à septembre, jusqu'à la rentrée de l'Université, en octobre 1940. Cela lui permet de jouer un rôle actif dans la fondation de l'École nationale des cadres d'Uriage, près de Grenoble, par le capitaine Pierre Dunoyer de Segonzac, au mois d'août 1940,. Perroux y assure plusieurs séminaires, avant que Laval ne soit rappelé par Pétain, au printemps 1942 et ne finisse par signer le décret de fermeture de l'École, le 27 décembre 1942. Il y rencontre, entre autres, Gilbert Gadoffre, avec lequel il anime, au sein du Collège de France, à compter de 1969, un séminaire interdisciplinaire, en compagnie également de André Lichnerowicz. Lors de son passage au Ministère de la Famille et de la Jeunesse, il écrit à Mounier : « Moi qui me trouvait suspect de fascisme dans le groupe Esprit, je suis ici considéré comme un dangereux novateur dont il convient de se méfier. Cela m'amuse beaucoup plus que cela ne m'irrite. Mais le certain est encore que l'esprit de nouveauté n'est pas de mise. »

#### Perroux et la création d'économie et Humanisme et de la revue Renaître
Dans sa ville natale, il accompagne la création de l'association Économie et humanisme par le Père Lebret, en janvier 1941, puis la création de la revue du même nom (E&H) en 1942. Il accepte de codiriger la revue maréchaliste La Communauté française avec Jacques Madaule, à partir de l'été 1941. L'ambition de la revue est claire : « Que veut la France ?... Vivre. Dans l'effondrement des anciens cadres et dans la construction du nouveau monde européen, comment peut-elle vivre ? En faisant sa propre révolution. Révolution Nationale a dit le Maréchal. Notre communauté y aidera. » La revue se situe, avec une ligne éditoriale plus prudente, dans la lignée d'Esprit, revue d'abord autorisée par le régime de Vichy, en octobre 1940, puis interdite en août 1941 : « Jamais Esprit ne nous a paru plus fort qu'en ces jours où l'épreuve lui apporte une consécration salutaire », écrit alors Emmanuel Mounier.
Dès lors que Vichy ne s'incarne plus que dans la réaction, Perroux crée en 1942, avec Yves Urvoy, un groupe de réflexion et une revue, Renaître, Cette revue, qui comprend six numéros, révèle son désappointement à l'égard de Vichy : « Travail de construction doctrinale destiné à préparer la construction révolutionnaire de la France de demain quand les événements la rendront possible ; travail pour le moment purement de pensée, mais orienter à révéler et armer les vocations révolutionnaires ; première étape indispensable mais qui doit être un jour dépassée. »

#### Perroux et les centres de recherche: la fondation Institut de sciences économiques appliquées - ISÉA
Alors que l'activité scientifique et universitaire ne faiblit pas en France, François Perroux s'efforce de contribuer à la vigueur de la science économique et à son influence politique. Il devient membre du Conseil d'administration de l'Institut scientifique de Recherches économiques et sociales - I.S.R.E.S., dirigé par Charles Rist, dont le Secrétaire général est Robert Marjolin, qui sera l'adjoint de Jean Monnet au Plan, après guerre. Rappelons ici que l'Institut fut fondé en 1933, au moyen, une fois encore, d'un financement de la Fondation Rockefeller. C'est d'ailleurs la Fondation Rockefeller qui a aussi recruté le médecin lyonnais Alexis Carrel en 1906, l'amenant à migrer au Rockefeller Institute for Medical Research de New York, jusqu'à sa retraite, en 1939. Revenant s'établir en France en 1941 faute d'avoir pu mener à bien son projet d'institut de l'homme Outre-atlantique, et profitant de la volonté américaine d'améliorer ses liens avec Vichy, Carrel, qui s'est lié avec Pétain lors de la Première Guerre mondiale, et dont le Parti populaire français revendiquait, depuis 1938, le soutien, accepte d'établir la Fondation française pour l'étude des problèmes humains le 17 novembre 1941. La Fondation ambitionne de rendre compte du « composé humain associant l'âme et le corps ». Elle a pour objet : « L'étude, sous tous ses aspects, des mesures les plus propres à sauvegarder, améliorer et développer la population française dans toutes ses activités. »
En mars 1942, François Perroux devient conseiller technique de la Fondation, puis directeur du Département des enquêtes économiques, sociales financières et juridiques, en juin de la même année : au sein de ce département, le Centre d'échange de théorie économique voit se côtoyer, parmi d'autres, Maurice Allais, Charles Bettelheim ou Jean Marchal. Le 1er septembre 1942, Perroux est nommé Secrétaire Général de la Fondation. Face aux immenses dysfonctionnements de cette dernière, il réussit à faire voter le 23 février 1943 un nouveau règlement intérieur qui réorganise la fondation en six départements, dont le département VI - « biosociologie », dirigé par Perroux lui-même, et dont les objectifs sont ainsi énoncés :
- Rechercher ce que doit être pratiquement un statut de l'économie, du financement et du droit conforme à la science de l'homme ;
- Élaborer une connaissance économique nouvelle conforme à la connaissance opérationnelle de l'homme ;
- Faire les travaux et enquêtes demandés par les autres équipes[37].

Se heurtant aux plus vives difficultés de mise en œuvre de cette organisation, du fait de la maladie de Carrel, absent tout l'été et l'automne 1943, et de l'opposition de son épouse impliquée inopinément dans la gestion de la Fondation, le professeur de la Sorbonne démissionne le 25 novembre 1943, entraînant avec lui vingt membres de ses équipes. Sans perdre de temps, et fort de cette expérience, il fonde, en janvier 1944, l’Institut de sciences économiques appliquées - ISÉA, sous l'égide de l'École libre des sciences politiques ancêtre de l'Institut d'études politiques. Il reçoit le patronage d'Auguste Detoeuf, Gaëtan Pirou ou Charles Rist, et de... John Maynard Keynes. Cet institut favorise les plus prestigieuses collaborations et revendique l'objectif d'étudier et d'enseigner une science économique appliquée s'appuyant sur les méthodes mathématiques : « Perroux n'avait pas fait de mathématiques, mais avec beaucoup d'intuition, il a accueilli les mathématiques. Il avait en commun avec Darmois une largeur de vue extraordinaire. » Ce que Henri Guitton, dans l'épitaphe au collègue disparu, appuie : « Perroux était subjugué par la mathématique. Il ne l'avait pas pratiquée dans ses premières études. Mais, il pensait, comme Walras, qu'elle devait apporter à la science économique un surcroît de valeur et d'influence. » Dès l'été 1945, l'ISÉA reçoit des subsides, là encore, de la Fondation Rockefeller pour « étudier sur place les méthodes américaines [de définition du Revenu national] (octobre-novembre 1946). »

### Nomination à Science Po Paris
Alors que l'École des Sciences politiques, futur IEP, crée, en 1946, une chaire de théorie économique, Perroux s'en « empare » alors qu'elle est proposée à Pierre Uri : « L'École des Sciences politiques crée une chaire toute neuve de théorie économique ; c'est à moi qu'on la propose. Perroux m'oblige à la refuser [...] Malgré la chaude amitié qui s'est renouée entre nous vingt ans plus tard, et mes actions pour mieux connaître un économiste dont l'érudition, l'originalité, l'esprit créateur ne peuvent pas être contestés, je ne puis passer sous silence l'inélégance du geste de prendre pour lui-même cet enseignement dont il m'avait écarté. »

### Nomination au Collège de France
Il est investi de la Chaire d'analyse des faits économiques et sociaux du Collège de France en décembre 1955, où il siège jusqu'en 1974. Puis il est nommé, en juin 1959, par le Gouvernement de la toute jeune Ve République, au Conseil économique et social, qui remplace le Conseil économique du Palais-Royal, où il siège jusqu'en 1969. Il y retrouve Pierre Le Brun, secrétaire confédéral de la CGT, avec lequel il a travaillé sur la planification et le revenu national en 1947, et auprès duquel travaille alors Jean Bénard, ancien collaborateur de Perroux et chercheur à l'ISÉA, recruté au Centre confédéral d'études économiques et sociales de la CGT. Ce dernier, devenu professeur à Poitiers, fonde et organise, avec Claude Gruson, le Centre d'étude de la prospection économique à moyen et long terme (CEPREL). Autant d'éléments singuliers qui illustrent l'effervescence autour de l'économie et l'influence du fondateur de l'ISÉA. En 1961, il est élu membre non résidant de l'Académie de Nîmes.

### Les dernières années
Lecteur assidu de Marx, critique constant et acerbe des concepts de Keynes, attaqué par les libéraux français, les marxistes dogmatiques et les économistes orthodoxes, François Perroux est victime du Reductio ad Hitlerum, et se voit opposer ce moment de son histoire, où, dans la confusion politique de la IIIe République et du Régime de Vichy, il s'est efforcé de maintenir l'influence de son diagnostic et de sa méthodologie au sein des innombrables non-conformistes français. Ainsi, dans son Dictionnaire de la politique française, l'essayiste d'extrême-droite Henry Coston affirme : « il fut l’un des penseurs les plus appréciés de l’État français [sous Vichy],. »
Cette « réduction » a particulièrement été aggravée par les offensives dénonciatrices du contexte général et qui veulent entacher, de façon caricaturale, les acteurs de ce qui constitue une période complexe d'effondrement définitif de la IIIe république et de recomposition du régime des partis dès la IVe : 1934-1947. Pour autant, François Perroux ne mettra jamais terme à l'amitié qu'il partageait avec António de Oliveira Salazar.
Pour autant, la créativité de Perroux est inépuisable ; et, comme l'écrit Pierre Uri : « Tous les jours Perroux évoquait une idée nouvelle », et d'ajouter : « Mais sans doute pour reprendre sa domination. »
En 1982, il rejoint la Real Academia de Ciencias Económicas y Financieras, Espagne.
Il meurt en juin 1987. Il avait demandé à ceux qu’il considérait comme ses héritiers spirituels, Raymond Barre et Gérard Destanne de Bernis, de poursuivre son travail. Ces derniers s’y emploient, en créant la Fondation François Perroux, avec le neveu de ce dernier, Jean-Yves Haberer, à rééditer une partie de son œuvre, dont l’ensemble des manuscrits et des correspondances se trouvent désormais déposés à l’IMEC, à Caen.

## Itinéraire intellectuel

### Perroux et le personnalisme
Il entretient des relations amicales et intellectuelles constantes et intenses avec le fondateur du personnalisme, Emmanuel Mounier, et avec le philosophe Jean Lacroix, disciple de Proudhon, qu’il charge, après la guerre, de diriger l’une de ses séries de la revue Économies et sociétés : Philosophie et Sciences de l'Homme, ou Série M. Il collabore, régulièrement, puis épisodiquement, à la revue Esprit. De cette relation, l'économiste lyonnais dit : « J'ai pris contact avec le groupe fort jeune professeur, alors que je tentais de me désennuyer d'un certain nombre de routines, l'enseignement en étant une parmi beaucoup d'autres. Ce contact a eu lieu vers 1934, et Jean Lacroix, qui est un de mes très vieux amis, a été l'un des médiateurs entre Mounier et moi-même [...] Je ne voulais pas renoncer à l'analyse sociale et économique, mais je voyais très bien que cette analyse servait des intérêts acquis, des institutions établies, des situations faites. Il m'est apparu très tôt qu'il n'y a pas d'analyse qui soit neutre ». On pense au mot de Jaurès : « La neutralité, ce néant [...] Esprit n'était pas le moins du monde une évasion, mais un engagement envers des réalités que le monde universitaire dissimule. J'ai commencé à enseigner à 23 ans. C'est demander trop que de vouloir donner une vérité définitive toutes les semaines et même trois fois par semaine. Cette inquiétude à l'égard du tout-fait, je l'ai retrouvé dans Esprit, qui a été pour moi une amitié enseignante. »

### Perroux et la notion de troisième voie
Toute la cohérence de sa méthodologie et de sa pensée est alors atteinte. François Perroux, comme la majorité des « non conformistes des années 1930 » et dans la perspective ouverte par le personnalisme, reste convaincu de la nécessité, développée dans chacun de ses écrits, d'une troisième voie : « à égale distance du libéralisme et de l'étatisme, une tierce solution, une véritable communauté de travail, un corporatisme ». Discours d'une grande constance que l'on retrouve à toutes les étapes de sa carrière,, comme lors de sa Leçon inaugurale au Collège de France, le 5 décembre 1955 : « En cette saison de l'histoire, les parallèles scolastiques entre la concurrence et le monopole, l'entreprise privée et l'exploitation publique, le marché et le plan, sont les disputes d'un passé qui s'efface ; ils masquent l'essentiel de nos options concrètes et nous dispensent fâcheusement des recherches rigoureuses ; c'est en crevant ces écrans que nous prenons pouvoir d'observer ce qui est et d'aider ce qui naît ». Il est une grande évidence que ce sont les notions que l'on retrouve dans les appels du maréchal Pétain, en 1940, car le diagnostic de l'échec du modèle politique de la IIIe République est amplement partagé et ces notions, entre autres, offrent au vieux Maréchal réactionnaire un discours, voir un alibi, lui permettant de temporiser avant d'organiser l'ordre auquel il aspire et qu'il établira en 1942 : « Le régime politique de ces dernières années faisait apparaître les mêmes imperfections et les mêmes contradictions que le régime politique. [...]  Devant la faillite universelle de l'économie libérale, presque tous les peuples se sont engagés dans la voie d'une économie nouvelle. Nous devons nous y engager à notre tour [...] Deux principes essentiels nous guideront : l'économie doit être organisée et contrôlée. La coordination par l'État des activités privées doit briser la puissance des trusts et leur pouvoir de corruption. Bien loin de brider l'initiative individuelle, l'économie doit la libérer de ses entraves actuelles, en la subordonnant à l'intérêt national. »
On voit que le rayonnement de François Perroux est déjà significatif et, entre 1930 et 1939, il a été invité, comme professeur ou conférencier, dans les universités de Francfort-sur-le-Main, de Vienne, de Coïmbra, de São Paulo, dont il devient Docteur Honoris Causa en 1936, des universités de Kiel, de Porto Alegre, de Liège, de Lisbonne, de Gand, etc.

## Perroux et la science économique

### Perroux l'école autrichienne, le néo-classicisme et Schumpeter
Pendant cette dernière période, il essaie une synthèse sur « l'équilibre de style autrichien », renvoyant à Böhm-Bawerk et Menger, qu’il intitule La Valeur, en 1943. Il y exprime son désaccord avec Joseph Schumpeter : « Cet appareil théorique [de la théorie de l'équilibre général] et ce système de pensées se construisent sans la valeur, soit que le mot seul soit exclu comme chez J. Schumpeter en 1908, ou chez V. Pareto, soit que le concept même soit rejeté comme chez le suédois Cassel, et les Allemands Gottl et Dietzel, le Français Aupetit (qui « exécute » cet « élément parasitaire ») ». Déjà, sa critique de la théorie de l'évolution de Schumpeter avait révélé, comme le démontre Daniel Dufourt, les deux prétentions inconciliables d'universalité de la théorie de l'école autrichienne et les préoccupations de singularité de l'école historique allemande.

### Quelques mots importants de l'économie politique de Perroux
| Termes                | Définitions et/ou signification des termes pour Perroux |
| --------------------- | --- |
| Coûts de l'homme      | Il s'agit pour lui de tenir compte en économie non seulement des besoins solvables mais aussi des besoins réels tant économique que culturels et sociaux                      |
| Système               | Ensemble d'institutions composées des règles du jeu et des organismes chargés de les faire appliquer                                                                          |
| Structure             | Est relativement stable. Elle est « le réseau de proportions qui caractérisent un ensemble économique ». Elle « met en éviden[des].. hiérarchies entre dominants et dominés » |
| Pôle de développement | « une unité économique motrice ou un ensemble formé de telles unités » territorialement localisé ou non.                                                                      |
| Unité active          | entités privées ou publiques dotées d'une mémoire et d'un projet |

### La méthode dialectique ou transcendantale de Perroux
Pour Henri Savall, François Perroux vise à transcender les deux grands courants économiques de son temps : le néo-classicisme et ses prolongements keynésiens, et le courant marxiste . Selon Pierre Uri la méthode de Perroux serait dialectique. C'est-à-dire qu'il « s'intéresse aux thèses et aux courants qui s'affrontent pour tenter de dégager une synthèse neuve où les parts de vérité se complètent et se concilient par la mise au jour d'un thème plus large ou plus actuel. ».
Contrairement à Schumpeter qui prophétise une convergence des systèmes qui s'opposent durant la guerre froide, lui se pose la question selon Henri Savall : y aura-t-il guerre entre les blocs ou « avènement d'une économie généralisée susceptible d'instaurer une croissance généralisée à l'échelle du monde ?  ». Notons ici qu'il prend le concept d'économie généralisée à Merleau-Ponty qui soutenait que le capitalisme et le communisme n'en était que des cas particuliers .
Si la pensée de Perroux est dialectique, elle ne croit pas comme le marxisme que la lutte des classes doive engendrer la société communiste. Chez Perroux, la dialectique d'essence plus hégélienne, s'inscrit dans le cadre d'un ensemble de groupes inégaux évoluant dans « un univers de lutte-concours, de conflit et de dialogue, dans des desseins de posséder et d'employer des biens rares » . Il ne croit pas guère aux concepts marxistes de base : plus-value, composition organique du capital, tendance à la baisse des profits etc... Par contre, Perroux tout comme José Ortega y Gasset est sensible à l'avènement de la masse et pense que la lutte des classes doit comprendre la dialectique masse/minorité. Raisonnant en termes de relations de pouvoir nous le verrons, il pense que les groupes dominés n'auront pas le moyen de se faire entendre d'où son insistance sur le fait que l'échange marchand ne peut être au cœur des interrogations des économistes.
Si Perroux apprécie les instruments d'analyse des néo-classiques il leur reproche de développer une science basée sur un individualisme égalitaire ne comportant pas de rapport de force inégal. Selon lui les développements de la théorie économique avec l'étude des oligopoles, les études d'Edward Chamberlin sur la concurrence monopoliste, puis le développement de la théorie des jeux après la Seconde guerre mondiale montrent au contraire selon lui l'importance des rapports de force et de domination.

### La science économique ou la science de l'économie chez Perroux

#### Rendre le réel intelligible
D’après Perroux, le but de l’économie en tant que science consiste d’abord à rendre la réalité économique intelligible, pour dans un deuxième temps prévoir et agir sur elle. Si l’économie politique doit recourir à des abstractions, à des concepts, voire à des modèles mais Perroux accorde une importance majeure à la confrontation des théories, des modèles à la réalité
Pour construire ces abstractions, l’économiste pose des hypothèses simplificatrices. Il n’est pas libre du choix de ces hypothèses. Il choisit celles qui sont susceptibles de fournir des abstractions pouvant rendre compte du réel. Mais ses hypothèses ne sont pas forcément neutres et le scientifique doit expliciter leur implication normative. De même l’économiste doit constamment être attentif à la validité, souvent limitée dans le temps, des hypothèses simplificatrices sur lesquelles reposent les abstractions. Le moment empirique, celui de la vérification des thèses par les faits, est pour François Perroux essentiel. Perroux reproche précisément aux néo-classiques et à Keynes de faire selon Henri Savall  « l'hypothèse d'une homogénéité aseptisée des agents humains et des biens et services qu'ils emploient ».

#### Une économie de tout l'homme et une économie finalisée
Dans son livre L'Économie du XXe siècle, il définit l'économie comme 

« l'économie de l'homme, entendue comme l'économie de tout l'homme et de tous les hommes. Economie de tout l'homme veut dire que l'être humain entier est accueilli avec ses mobiles allocentriques et ses mobiles égocentriques, dans des structures entièrement ouvertes, et non prédéterminées, mais telles qu'en aucun de leurs aspects ni en aucun point de leurs transformations, elles ne fassent obstacle à la réalisation par la personne de ce que celle-ci considère comme ses ultimes valeurs : soit des idées (justice, vérité), soit une foi transcendante. »

Cette définition entraîne deux conséquences : un refus de dichotomie entre le social et l'économique et la prise en compte d'une « destruction des hommes (coûts sociaux) » ; elle conduit également Perroux à porter une grande attention à la mise en œuvre de « la programmation et de la planification ».
Selon Henri Savall « la science perrouxienne est une science finalisée ». Elle dépend d'une rationalité dépendant de préférence explicites liées à des structures sociales et politiques qui influent sur la réponse aux questions que doit maximiser la science économique, par qui cela doit -être maximisé et pour qui ?.
Selon Henri Svall, Perroux a une vision du genre humain d'inspiration chrétienne qui marque son approche de l'économie qui vise à « intégrer l'émancipation des masses et de la masse à partir de l'évolution observée (aspect positiviste)... conformément à ses options philosophiques qu'il assume pleinement »

#### Système économique et science de l'acteur
Chez Perroux le système économique est un système social composée de sous-système qui s'auto-guide et de sous-systèmes guidés par des pilotes appartenant aux différents niveaux de la puissance publique. Ainsi, Perroux fait-il une grande place non seulement aux objets mais aussi aux acteurs entendus comme des personnes ou groupes qui prennent une part active dans une affaire. Perroux précise qu'un acteur n'est pas « un pion poussé par des mains invisibles ».
Pour rendre compte de ces régulations François Perroux intègre les enseignements du courant de la théorie des organisations adoptant une approche cybernétique et biologique

### Les grands axes de la dynamique perrouxéenne

#### La créativité
François Perroux, qui a étudié Schumpeter, met l'accent comme ce dernier sur la créativité. Mais, alors que l'économiste austro-américain insiste sur le rôle de l'entrepreneur innovateur, Perroux, à la suite de Saint-Simon insiste sur la « création collective »

#### Les asymétries
En 1948, Perroux inaugure le concept d'effet de domination. Si en 1944, André Piettre a élaboré le concept d'économie dominante, les deux notions se réfèrent à des analyses différentes mais complémentaires. En effet, alors que Piettre se focalise la liberté très contrainte existant dans la sphère économique, Perroux insiste sur celle également contrainte existant dans les relations dans trois domaines : économique (part de marché), rapport entre les acteurs ou « capacité d'influencer les conditions de l'échange »; et enfin liberté contrainte du fait de la place stratégique occupée dans l'économie.
Ce concept de dominance a par la suite été repris par Henri Aujac et Jean Marchal pour l'« l'analyse des groupes et des revenus dominants » et par  Maurice Byé pour la « grande unité interterritoriale (1956) ».
Selon Henri Savall, à partir de là, il conceptualise les asymétries entre agents économiques en créant, les notions d'unité motrice, active et influente, de macro-unité, d'unités dominantes et subordonnées. Par ailleurs ayant introduit en économie la notion de structure en 1937, il élabore la notion « d'emprise de structure » par laquelle il désigne « l'action dissymétrique d'une structure forte » capable d'influencer à son avantage une structure faible. Cela lui permet également d'étudier la dépendance d'une nation par rapport aux autres.
L'asymétrie est également introduite dans l'analyse monétaire pour expliquer l'inflation et permet à Perroux d'élaborer la notion de « pôles de croissance » en partant d'une analyse de la Ruhr (région)

## Perroux et le développement

### Quelques mots importants de l'approche du développement par Perroux
| Termes                | Définitions et/ou signification des termes pour Perroux |
| --------------------- | --- |
| Désarticulation       | Dans un cas de désarticulation, « les relations s'établissent mal ou pas du tout entre les divers aspects de l'activité » dans une société donnée. |
| Coûts de l'homme      | Il s'agit pour lui de tenir compte en économie non seulement des besoins solvables mais aussi des besoins réells tant économique que culturels et sociaux |
| Domination            | Il s'agit pour lui de la prise en considération non seulement des relations économiques mais aussi de rapports de force inégaux |
| Pôle de développement | « une unité économique motrice ou un ensemble formé de telles unités ». |
| Unité motrice         | Dans un espace économique, une unité est motrice lorsque la résultante de tous les efforts qu'elle engendre est positive, en ce sens qu'elle change les structures de façon telle que le produit réel global et net de l'ensemble connaît un taux de croissance plus élevé, Les unités motrices peuvent être simples (entreprises agricoles ou artisanales) ou complexes (les multinationales) |

### La notion de développement chez Perroux
Pour François Perroux, un pays n'est ni développé ni sous-développé une fois pour toutes. En effet il est le résultat d'un processus de « structuration, déstructuration, restructuration » dont le résultat peut être positif ou négatif. Le développement suppose à la fois des acteurs dynamiques et des structures et organisations adéquates. À la question qu'est-ce que le développement, Il répond

« le développement est la combinaison des changements mentaux et sociaux d'une population qui la rendent apte à faire croître, cumulativement et durablement son produit réel global. »

 C'est aussi « l’ensemble des transformations des structures économiques, sociales, institutionnelles et démographiques qui accompagnent la croissance, la rendent durable et, en général, améliorent les conditions de vie de la population. »
Les occidentaux prennent conscience des problèmes liés au sous-développement après la seconde guerre et plus spécifiquement après la conférence de Bandoeng des nouvelles nations indépendantes qui se veulent non-alignées (c'est-à-dire qui ne veulent s'aligner ni sur les États-Unis ni sur l'URSS). Pour Perroux les pays sous-développés présentent deux grandes caractéristiques. Tout d'abord il s'agit de pays désarticulés, c'est-à-dire des pays qui ont du mal à articuler leur secteur traditionnel et leur secteur moderne bien qu'il ait souvent un appareil d'État hypertrophié. Cette désarticulation tient aussi à ce que l'appareil industriel moderne est très articulé à celui de pays extérieurs d'où la deuxième caractéristique : la domination. Cette domination, une fois la colonisation achevée peut s'exprimer par la détérioration des termes de l'échange, par les centres de décision des multinationales mais aussi par la puissance d'une minorité de possédants ou de dirigeants à l'intérieur qui domine le plus grand nombre. Quoi qu'il en soit ces phénomènes de désarticulation et de domination Font que pour François Perroux, il y a dans ces pays blocage du marché intérieur

### Une démarche du développement basée sur les coûts de l'homme
D'une façon générale en économie, François Perroux oppose à la prise en compte par l'économie traditionnelle des biens solvables celle des coûts de l'homme qu'il appelle dans une communication au Congrès de l'UNESCO de Quito, « le développement global intégré (D.G.E.I.) ». La prise en compte des coûts de l'homme par Perroux débouche sur la nécessité d'avoir une économie finalisée c'est-à-dire qui vise un but, de vouloir utiliser au mieux les potentialités humaines, de viser à la maximisation des dimensions multidimensionnelles des hommes.
Il s'agit aussi de faire rentrer ces coûts dans les comptabilités privées et sociales et de sortir de la logique de la solvabilité. En un mot pour reprendre Gilbert Blardone « c'est admettre que l'individu, sujet et agent bénéficie d'une priorité pour la distribution du produit et du revenu. Cet impératif comme tout autre, se spécifie quant aux conditions de temps, de lieu et de milieu culturel »

### Les grands axes d'une politique de développement
Pour Perroux, il s'agit d'abord d'établir un diagnostic sur les désarticulations et sur les ressources naturelles et humaines. Cela fait, étant donné qu'il y a dans les sociétés des tensions sociales et des contradictions, on ne peut pas s'en tenir uniquement à l'économie, il faut élaborer un projet collectif, qui aborde notamment « l'avantage collectif d'une nation en train de se faire ».
Selon Perroux l'État a un rôle essentiel d'arbitre pour articuler trois flux de base « Les flux des opérations privées et marchandes..; les flux des opérations publiques et des opérations influencées par les opérations publiques,; les flux de transferts sociaux, ». De plus l'État doit selon lui animer la recherche, participer à la diffusion des innovations, etc..
De façon générale, selon Perroux, le développement doit s'organiser autour de deux finalités. La première politique et culturelle doit viser à se libérer de l'étranger, la seconde économique doit mobiliser les énergies pour réduire désarticulation et domination. Ces deux finalités induisent d'améliorer l'articulation interne et de rééquilibrer le commerce extérieur.
Concernant les politiques à mener à l'intérieur des pays, Perroux insiste sur un meilleur couplage entre industrie et agriculture. Ensuite, il insiste sur la notion de Pôle de développement qu'il définit comme « une unité économique motrice ou un ensemble formé de telles unités ». Les unités motrices peuvent être simples entreprise agricole ou artisanale), complexes (les multinationales) Comme ces unités peuvent agir dans le sens du développement ou non, il est important qu'elles adhérent au Projet collectif. D'où l'importance cez lui des organes d'intérêt général pour transformer « la croissance d'une industrie ou d'une activité en la croissance d'une nation en vue de se faire et les développements anarchiques en un développement ordonné, »

## Mondialisation et Europe chez François Perroux

### Perroux et la mondialisation
Durant les années 1950, un débat autour de la mondialisation s'ouvre entre ceux qu'on pourrait nommer les “mondialistes“ pour reprendre le terme de Jules Monnerot (sociologue)  et leurs opposants. Selon Henri Bartoli, François Perroux est plus proche des premiers que des seconds. Henri Bartoli note « Pour lui, les économies nationales du XXe siècle ne sont viables qu'à l'intérieur d'ensembles plus vastes de peuples solidaires ». Il constate d'ailleurs que durant les années 1950 les deux grands acteur mondiaux de l'époque les États-Unis et l'URSS développent des stratégies mondiales. Dans un livre de 1964, intitulé Industrie et création collective, il remarque que l'industrie « tend à se mondialiser » sous l'effet de l'amélioration des conditions de transport. De sorte que pour lui

« La science, la technique, et l'industrie, tendent à la construction d'une grande mécanique mondiale; elle obéit à sa logique propre, et à l'efficacité en termes d'objets, cela tend à faire de l'espèce une société machinale. »

Pour Perroux, à travers l'économie mondiale c'est « une économie du genre humain » qui assure le plein développement de l'homme qu'il faut créer. Il accuse les Blancs et Occidentaux de « racisme latent », et veut changer leur mentalité. Plus généralement il est très constructiviste pour employer un mot de Friedrich Hayek. Il veut que face aux obstacles naturels, biologique et sociaux, les hommes s'autocréent.
S'ils réjouit que les Institutions de Bretton Woods participent d'une amélioration de la gouvernance mondiale, Perroux dont la pensée est très axée sur l'égalité et les structures de domination leur reprochent d'être dominées par les Anglo-saxons. Perroux qui ne croit pas à la proximité de l'avènement d'un gouvernement mondial par manque d'une « société étatique à l'échelle du monde »; se prononce pour une mondialisation des décisions prises dans les domaines économiques et politiques. Selon lui les désordres qui affectent de son temps l'économie mondiale sont liées au fait qu'à l'intérieur du capitalisme deux ordres, celui de l'argent et celui du travail se contredisent
Dans un texte de juillet 1958, repris dans son livre de 1969, Le Pain et la Parole, il se déclare en faveur d'un « fédéralisme universel et mondialiste, pourvu qu'il ne soit pas un paravent pour les impérialistes. » Il se déclare également pour un « transfert de solidarité à l'intérieur d'une nation et entre nations inégalement riches ».

### Perroux et l'Europe
Pour Perroux, la construction européenne s'enserre dans la vision de la mondialisation qu'il développe dans son œuvre. Selon lui les européens doivent à la fois se déprendre d'un sentiment de supériorité universelle que leur a donné l'avance acquise lors de la révolution industrielle et participer au développement des pays qui ont pris du retard. La création d'entités supranationales européenne peut contribuer à  cet essor et servir de modèle à d'autres régions du monde. Globalement pour lui il s'agit comme l'exprimera plus tard Pascal Lamy   d'européaniser la mondialisation.
Son livre de 1954 l'Europe sans rivages est un réquisitoire bien documenté sur l'Europe des six, celle de la Communauté européenne du charbon et de l'acier qui vient de voir le jour en 1951. Cette critique débouche selon Maurice Niveau d'une certaine façon sur ce qui sera l'évolution de la construction européenne. Dans ce livre il développe une vision large de l'Europe dans la mesure où pour lui, l'Amérique latine est européenne de même que l'Amérique du Nord, la Russie de même que le Royaume-Uni et le Commonwealth. Cette vision large implique donc de savoir quelle Europe on veut unir. À ce niveau, il ne croit pas que le Royaume-Uni deviendra un jour européen car il ne croit pas que ce pays acceptera de dépendre d'un pouvoir européen continental.
Selon lui l'Europe est une part plus large qu'il appelle la communauté atlantique. Sur le plan institutionnel, il est pour des institutions réduites et plastiques de types confédérales. Sur le plan économique et politique, il s'agit de « dévaloriser les frontières nationales pour former un bloc.. ».
Pour François Perroux, dès 1954, dans le chapitre Doctrine du dépassement de la nation distingue on est durant la guerre froide la nation-patrie de la nation-parti. Selon lui le socialisme conduit à un renforcement de la nation quand le libéralisme tend spontanément à dépasser le cadre de la nation. D'une façon générale selon lui, l'Europe avec son pluralisme est de nature à tenir en lisière les idéologies.

## Influence de Perroux

### L’ISMEA et l’héritage de François Perroux
Créé par François Perroux en 1944, l’ISMEA, au service de la refondation d’un « noyau dur » de l’économie politique, se présente comme un lieu de débats et de réflexion constitutifs d’un projet global et cohérent.
L’ISMEA est un « outil de travail », comme l’a été l’ISEA. Il a « produit » une réflexion, une conceptualisation et des modélisations utiles à la compréhension de l’économie du XXe siècle, dans une perspective théorique et pratique : travaux de comptabilité nationale (Insee), études sur les évolutions démographiques en Europe, contrats sur l’inflation (Direction de la prévision) et sur l’endettement international (CNRS), recherches de prospective industrielle…
L’ISMEA dispose d’un vaste réseau de relations internationales. Le rayonnement de la pensée de François Perroux, ou, parmi d’autres, d’Henri Bartoli, de Gérard Destanne de Bernis, de Marie Lavigne, de Jean Marczewski, de Maximilien Rubel, de Jean Weiller, et les recherches menées à l’ISMEA ont nourri des échanges et des coopérations en matière d’enseignement et de recherche dans un très grand nombre de pays.
L’ISMEA se présente ainsi, à la suite de François Perroux, comme le lieu d’un débat sur les formes de l’alternative, en interpellant l'évolution « naturelle » du capitalisme en ce début du XXIe siècle.

### Perroux comme précurseur de l'alter mondialisme
Pour Henri Bartoli, par certains aspects, Perroux peut-être considéré comme un précurseur de l'altermondialisme même si dans son œuvre on ne trouve pas l'expression société civile qui se développera plus tard. Lui parle du public. Néanmoins, il est témoin de l'apparition de « petits groupes énergétiques » (clubs, groupes de recherche, confédérations syndicales, entités régionales“ qui peu à peu prennent des pouvoirs politiques. de même les églises, la ligue internationale des Droits de l'Homme et autres ONC excercent une pression diffuse mais réelle sur les États..

## Publications

### Livres
- (1926) Le Problème du profit, Presses universitaires de Grenoble, 406.
- (1928) Contribution à l'étude de l'économie et des finances de l'Italie depuis la guerre Giard, Paris
- (1935) Des mythes hitlériens à l’Europe allemande, Bosc Frères, M. & L. Riou, Lyon 156.
- (1938) Capitalisme et communauté de travail Sirey.
- (1940) Autarcie et expansion - Empire ou Empires ?, Paris, Librairie de Médicis, Les problèmes contemporains, 65 p.
- (1942) Communauté Puf Paris.
- (1943) La Valeur, Presses universitaires de France, Paris, 403.
- (1946) Libéralisme et liberté. Mélanges économiques dédiés à M. le professeur René Gonnard, Librairie générale de droit et de jurisprudence, Paris, p. 299-316.
- (1947)  Le Revenu national : son calcul et sa signification (avec Pierre Uri et al.), Presses universitaires de France, Paris, 310.
- (1951) Le Capitalisme, Presses universitaires de France, Paris, 136.
- (1954) L’Europe sans rivages. Grenoble, Presses universitaires de Grenoble, 859.
- (1958) La Coexistence pacifique, Presses universitaires de France, Paris, 209.
- (1960) Économie et société : contrainte, échange, don, Presses universitaires de France, Paris, 186.
- (1961) L’Économie du XXe siècle, Presses universitaires de Grenoble, 814.
- (1963) Dialectiques et socialisation, Œuvres, K. Marx, Gallimard, Paris, I, 2000.
- (1965) Les Techniques quantitatives de la planification, Presses universitaires de France, Paris, 309.
- (1965) La Pensée économique de Joseph Schumpeter. Les dynamiques du capitalisme, Librairie Droz, Genève.
- (1963-1975) Pouvoir et économie généralisée, Presses universitaires de Grenoble, 605.
- (1969) Recherche et activité économique (dir.), collection « U », Armand Colin, Paris.
- (1969) Le Pain et la Parole, Éditions du Cerf, Paris, 334.
- (1969) François Perroux interroge Herbert Marcuse… qui répond, Aubier, Paris, 211.
- (1970) Aliénation et société industrielle, Gallimard, Paris, 185.
- (1972) Masse et classe, Casterman, Paris, 146.
- (1973) Pouvoir et économie, Dunod, Paris, 139.
- (1981) Pour une philosophie du nouveau développement, Aubier/Presses de l’Unesco, Paris, 279.
- (1982) Dialogue des monopoles et des nations : « équilibre » ou dynamique des unités actives, Presses universitaires de Grenoble, 473.
- (1986) Chômage : complexité de l’analyse et profil des stratégies, Association des amis de François Perroux, Lyon.
- (1993) François Perroux, œuvres complètes, 6 tomes, Presses universitaires de Grenoble.

### Articles
- (1928) « La dictature du prolétariat chez les marxistes », Le Droit ouvrier, XXIV (3), 115-136.
- (1938) « Limites et dépassement de la notion de classe », Esprit, VI (68), 161-180.
- (1947) « L’Amérique et les responsabilités d’une économie internationalement dominante », Économie appliquée, XL (2), 335-350.
- (1949) « L’effet de domination et les relations économiques », Économie appliquée, XL (2), 271-290.
- (1950) « Le pool du charbon et de l’acier et le plan Schuman - Illusions et réalités », Économie appliquée, XL (2), 351.
- (1952) « L’Anglo-Iranian Company et les effets de domination », Économie appliquée (1), 151-168.
- (1957) « Le profit et les progrès économiques », Revue de l’Action Populaire (112), 1049-1063.
- (1963) « L’économie des États-Unis : un « leadership » difficile », Tiers Monde, IV (370), 539-557.
- (1966) « Intégration économique. Qui intègre ? Au bénéfice de qui s’opère l’intégration ? », Économie appliquée, XIX (3-4), 389-414.
- (1968) « L’intégration et l’échec de la théorie traditionnelle des échanges extérieurs », Économie appliquée, XXI (2), 379-396.
- (1970) « Les conceptualisations implicitement normatives et les limites de la modélisation en économie », Économies et Sociétés, M. (26), 2255-2307.
- (1971) "L’équilibre de von Neumann, premier essai d’évaluation." Économies et Sociétés V (10): 1687-702.
- (1971) "Structuralisme, modèles économiques, structures économiques." Économie appliquée XXIV (3): 329-51.
- (1974) « L’Europe fin de siècle », Économie appliquée, XL (2), 369-384.
- (1975) « Politique du développement et lacunes du calcul économique », Mondes en développement, (10), 191-202.
- (1975) Critique de la raison économique (dir.), Centre d’études internationales pour le développement, Paris.
- (1976) « Critique de la raison économique et de la raison statistique », Économie appliquée, XL (2), 303-323.
- (1979) Les Entreprises transnationales et le nouvel ordre économique du monde, Institut des sciences sociales appliquées, Lyon, 112.
- (1979) De la frugalité : Tévoédjré rencontre Rousseau, Choisir, 35.
- (1980) « Pérégrinations d’un économiste et choix de son itinéraire », Économie appliquée, XL (2), 197-212.
- (1980) « L’Université : une institution dans la société », Réseaux, (37-38), 19-34.
- (1980) Qu’est-ce qu’un économiste ?, Archives de l’Isméa, Paris, 12.